# شونک (هسن)
شونک (به آلمانی: Schöneck) یک شهر در آلمان است که در ماین-کینتسیگ واقع شده‌است. شونک ۱۱٬۶۶۰ نفر جمعیت دارد.